# 랄프 슈만
랄프 슈만(독일어: Ralf Schumann, 1962년 6월 10일~)은 독일의 사격 선수로 주 종목은 속사권총이다. 올림픽에서 3회 우승을 차지한 그는 사격 역사상 가장 위대한 선수 중 한 명이다. 진종오, 킴 로드와 함께 올림픽 금메달 3개를 획득한 3명의 선수 중 한 명으로 올림픽 사격 역사상 최초로 금메달 3개를 획득한 선수이다. 그는 1992년, 1996년, 2004년 하계 올림픽에서 남자 속사권총 금메달을 획득했고 1988년부터 2012년까지 7회 연속으로 올림픽에 참가하여 독일 선수 최다 올림픽 출전 기록을 세웠다.

## 같이 보기
- ISSF 월드컵